# Sandra Bacher
Sandra Bacher, connue professionnellement comme Sandy Bacher et née le 28 mai 1968 à Long Island, est une judokate et pratiquante de lutte libre américaine.

## Palmarès international en judo
| Jeux panaméricains         | Jeux panaméricains | Jeux panaméricains |
| Année                      | Médaille           | Catégorie          |
| -------------------------- | ------------------ | ------------------ |
| 1999                       | bronze             | –70 kg             |
| Championnats panaméricains |                    |                    |
| Année                      | Médaille           | Catégorie          |
| 1992                       | bronze             | –72 kg             |
| 1996                       | argent             | –72 kg             |
| 1998                       | argent             | –70 kg             |
| 1999                       | argent             | –70 kg             |
| 2000                       | argent             | –70 kg             |